# Stahlgewitter
A Stahlgewitter egy német Rock Against Communism (RAC)/nemzeti rock/"hatecore"/hard rock zenekar. 1995-ben alakultak meg Lübeckben. Szövegeiket a német rendőrség is nyomozta, ugyanis a Stahlgewitter dalaik során főként a náci birodalmat dicsőíti, illetve uszító szövegeket írnak (mint az összes RAC együttes). Azonban csak Németországban számít uszítónak és gyűlölettel telinek a zenekar, ugyanis az együttes szövegei nem közvetlenül támadnak fajokat vagy nemzetiségeket; viszont a náci pártot és az érát dicsőítik. 

## Tagjai
- Daniel Giese
- Andreas Koroschetz
- Frank Kramer

## Diszkográfia
- Das eiserne Gebiet (1996)
- Germania (1998)
- Politischer Soldat (2002)
- Auftrag Deutsches Reich (2006)
- Das Hohelied der Herkunft (2013)
- Stahlerne Romantik (2013)

### Egyéb kiadványok
- Germania Über Alles (2003, válogatáslemez)